# 1960年夏季残疾人奥林匹克运动会美国代表团
1960年夏季残疾人奥林匹克运动会美国代表团是美国派出的1960年夏季残疾人奥林匹克运动会代表团。获得11枚金牌、11枚银牌和7枚铜牌。